# Ла-Бард
Ла-Бард (фр. La Barde) — коммуна во Франции, находится в регионе Пуату — Шаранта. Департамент коммуны — Шаранта Приморская. Входит в состав кантона Монгион. Округ коммуны — Жонзак.
Код INSEE коммуны — 17033.

## Население
Население коммуны на 2010 год составляло 438 человек.
| 1962 | 1968 | 1975 | 1982 | 1990 | 1999 | 2010 |
| ---- | ---- | ---- | ---- | ---- | ---- | ---- |
| 450  | 406  | 413  | 372  | 377  | 362  | 438  |

## Экономика
В 2010 году среди 254 человек трудоспособного возраста (15—64 лет) 182 были экономически активными, 72 — неактивными (показатель активности — 71,7 %, в 1999 году было 61,8 %). Из 182 активных жителей работали 165 человек (95 мужчин и 70 женщин), безработных было 17 (5 мужчин и 12 женщин). Среди 72 неактивных 3 человека были учениками или студентами, 38 — пенсионерами, 31 были неактивными по другим причинам.